# Ryū Matsumoto
Ryū Matsumoto (jap. 松本龍 Matsumoto Ryū; ur. 17 maja 1951 w Fukuoce, w prefekturze Fukuoka, zm. 21 lipca 2018) – japoński polityk Partii Demokratycznej (Minshu-tō).

## Życiorys
Ukończył studia politologiczne na Wydziale Prawa Uniwersytetu Chūō (1977). W czerwcu 1977 rozpoczął pracę w Matsumoto-gumi Corporation. W sierpniu 1980 został sekretarzem swojego ojca, Ei'ichiego Matsumoto, deputowanego do Izby Radców. 
Mandat posła do Izby Reprezentantów uzyskał w lutym 1990. Reelekcję uzyskiwał w każdych kolejnych wyborach (ostatnie w 2009). 
Pełnił między innymi funkcję przewodniczącego komisji środowiska tej izby. We wrześniu 2010 objął stanowiska ministra środowiska i ministra stanu ds. katastrof naturalnych. 
W czerwcu 2011 został mianowany ministrem odpowiedzialnym za odbudowę terenów dotkniętych trzęsieniem ziemi u wybrzeży Honsiu w 2011. Kilka dni później został odwołany w wyniku kontrowersji, jakie wywołało jego zachowanie podczas wizyty na terenach dotkniętych tą katastrofą.